# محمد دينجل
محمد دينجل (بالهولندية: Mehmet Dingil)‏ (28 نوفمبر 1989 في هولندا - ) هو لاعب كرة قدم هولندي في مركز الدفاع. لعب مع JVC Cuijk ‏ وBlauw Geel '38 ‏ وAchilles '29 ‏.

## وصلات خارجية
- محمد دينجل على موقع اتحاد تركيا (لاعب) (الإنجليزية)
- محمد دينجل على موقع قاعدة بيانات كرة القدم.إي يو (الإنجليزية)
- محمد دينجل على موقع Soccerway.com (الإنجليزية)